# Dione (måne)
Dione (grekiska Διώνη) är en av Saturnus månar. Den upptäcktes av Giovanni Cassini 1684. Dione är uppkallad efter Dione som var en av titanerna enligt den grekiska mytologin. Den har även benämningen Saturnus IV.

## Namngivning
Giovanni Cassini som också upptäckte månarna Japetus, Rhea och Tethys, föreslog själv att kalla dessa månar för Sidera Lodoicea ("Ludviks stjärnor") till Ludvig XIV av Frankrikes ära. Istället fick de beteckningarna Saturn I till Saturn V som användes av andra astronomer. Namnet på dessa månar samt Enceladus och Mimas föreslogs av John Herschel i hans publikation från 1847; Results of Astronomical Observations made at the Cape of Good Hope. Hans namnförslag kommer från titanerna i den grekiska mytologin.

## Uppbyggnad och struktur

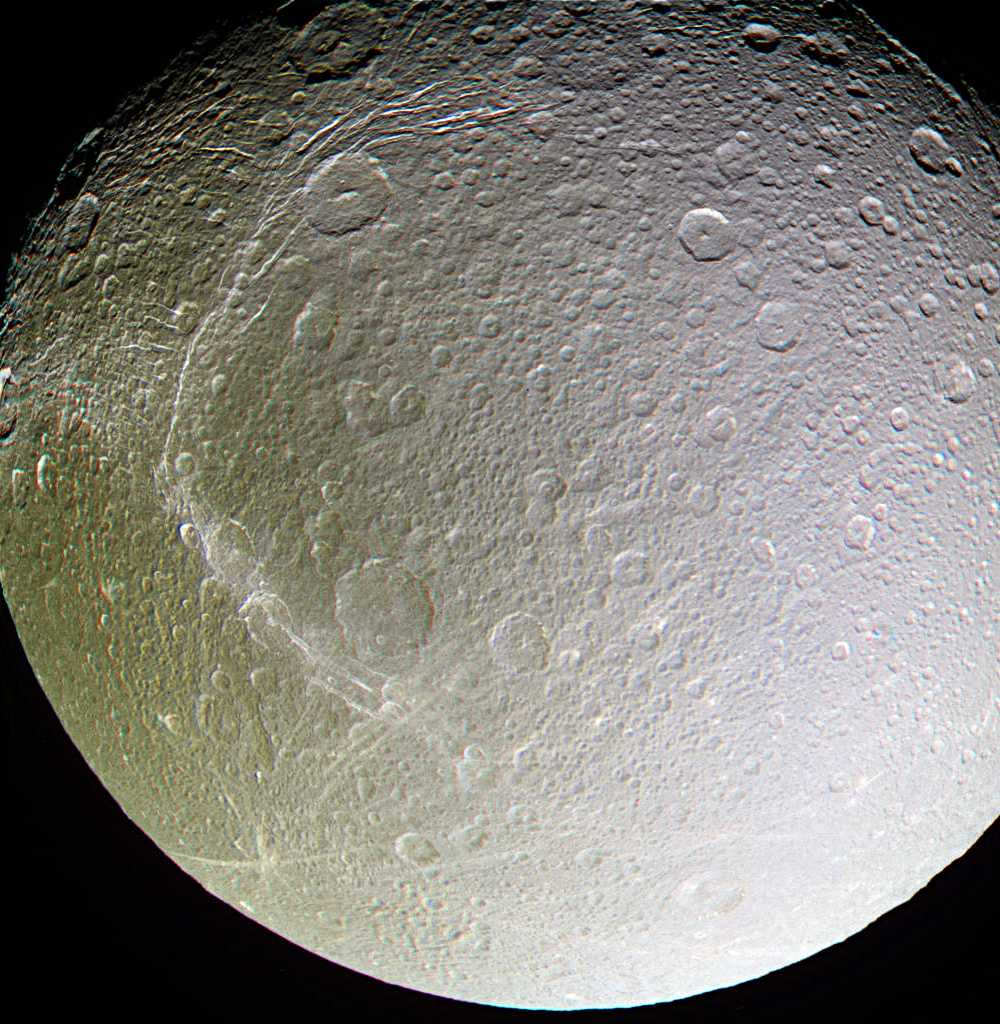
Fotografi taget av rymdsonden Cassini som visar Diones mörkare baksida.

Dione består av främst fruset vatten, men eftersom den har den tredje högsta densiteten av Saturnus månar måste dess inre innehålla en stor del av tyngre material som silikatbergarter.
Till sin uppbyggnad är Dione mycket lik Rhea men är både mindre och tätare. De har båda liknande albedo och varierad terräng och båda har olikartade hemisfärer. Diones framsida är kraterfylld och enhetligt ljus. Dess baksida har en mörkare yta med ett nätverk av ovanliga ljusa strukturer iform av isklippor. Dessa klippor överlappar nedslagskratrarna vilket tyder på att de bildats vid ett senare tillfälle.
Följande geologiska strukturer har identifierats:
- Chasmata
- Lineae
- Kratrar